# Il socio (film)
Il socio (The Firm) è un film del 1993 diretto da Sydney Pollack, tratto dal best seller omonimo dello scrittore statunitense John Grisham.
Le riprese del film si svolsero dal 9 novembre 1992 al 20 marzo 1993.

## Trama
Mitchell McDeere, brillante neolaureato in giurisprudenza, col massimo dei voti, alla prestigiosa università di Harvard, comincia ad essere contattato da diversi studi legali. Accetta una generosa offerta di lavoro da Bendini, Lambert & Locke, uno studio di Memphis, nel Tennessee. Mitch e sua moglie Abigail, detta Abby, si trasferiscono a Memphis e lui studia per superare l'esame di abilitazione all'avvocatura.
Un anziano socio dello studio, Avery Tolar, fa da mentore a Mitch e lo introduce alla cultura professionale dell'azienda, che richiede una rigorosa lealtà, riservatezza, oltre che la "scrupolosità" nell'addebitare ai clienti ogni minuto passato pensando a loro. Avery chiarisce inoltre che la maggior parte del lavoro dello studio consiste nell'aiutare i clienti facoltosi a pagare meno tasse, nascondendo denaro in società di comodo off-shore e utilizzando tutti i possibili metodi di elusione fiscale, ai limiti della legalità.
Mitch è sedotto dai soldi e dai vantaggi offerti – tra cui una casa, un'auto nuova e i suoi prestiti studenteschi ripagati – perché ha scelto di diventare avvocato per riscattare le sue origini umili (Mitch ha la mamma che vive in una roulotte e un fratello in prigione per omicidio).
La moglie Abby, di famiglia più agiata, è sospettosa dell'interferenza dello studio con le famiglie dei dipendenti ma, amando il marito e comprendendone le ragioni di riscatto sociale, avalla la sua scelta e sopporta stoicamente le lunghe assenze del marito, che studia per l'esame di abilitazione. Abby trova impiego come maestra in una scuola elementare di Memphis.
I sospetti di Abby maturano ulteriormente quando ricevono la notizia della morte di due avvocati dello studio in un incidente in barca, alle isole Cayman. La reazione di alcuni altri amici e colleghi pare essere più di spavento che di naturale tristezza. Al funerale, poi, l'approccio sopra le righe che Avery adotta con lei (più un tentativo di flirt che una normale presentazione) non contribuisce a farla ricredere.
Anche Mitch è costretto a farsi qualche domanda dopo che, in una pausa pranzo, due agenti dell'FBI in incognito lo avvicinano e, tra le altre cose, gli menzionano un paio di altri nomi di avvocati morti in circostanze misteriose, oltre agli ultimi due.
Durante un viaggio di lavoro alle isole Cayman, Mitch assiste a un colloquio tra Avery e un cliente e tra le righe del discorso intuisce la presenza di "clienti importanti a Chicago che possono risentirsi" e di metodi come "spaccare le gambe" per punizione. Va a fare domande al noleggio barche Abank's. Scopre così che, oltre i due avvocati morti, sulla barca esplosa c'erano anche il capitano e altre due persone, mai ritrovate.
Ormai sospettoso, approfitta di un momento di distrazione di Avery e, in un armadio chiuso a chiave nella casa di lui per le vacanze, trova parecchi documenti relativi a quattro soci dell'azienda che sono morti in circostanze non naturali.
Ormai preoccupato, Mitch approfitta di un pomeriggio libero per andare a trovare suo fratello Ray in carcere, in Arkansas; gli racconta la situazione e Ray gli dice di rivolgersi a Eddie Lomax, investigatore privato e suo amico.
Lomax avverte Mitch di diffidare dai federali, che sicuramente lo considerano come una pedina in un gioco più grande, e comincia le indagini, ma viene freddato da due sicari nel suo ufficio; è testimone dell'omicidio la sua segretaria e amante Tammy.
Mitch, a Washington per un seminario sulle tasse, viene avvicinato da agenti dell'FBI, stavolta in veste ufficiale, che rivelano che il più grande cliente dello studio "Bendini, Lambert & Locke" è la famiglia mafiosa dei Morolto di Chicago. Praticamente tutti i soci dello studio, e alcuni degli associati, sono complici di un massiccio programma di frode fiscale e riciclaggio di denaro sporco.
I soci che avevano appreso la verità e avevano tentato di uscire dall'ingranaggio furono uccisi su ordine dello studio, così come Lomax, che andava in giro a fare domande sugli avvocati morti.
L'FBI avverte Mitch che la sua casa, la sua autovettura e il suo ufficio sono probabilmente infestati da microspie, e fa pressioni affinché fornisca loro prove contro l'azienda e i Morolto.
A questo punto Mitch è messo alle strette. Può far finta di niente, e rimanere nello studio. Ma lo studio ha il fiato sul collo e, prima o poi, andranno in prigione tutti, non appena qualcuno dall'interno accetterà di collaborare con gli inquirenti, rivelando informazioni confidenziali. Oppure, può essere lui la talpa, accettando di tradire il giuramento di riservatezza degli avvocati, con la conseguenza di essere automaticamente radiato dall'albo, testimoniare contro lo studio e contro la mafia in tribunale, vivere una vita sotto copertura e temere ogni giorno di essere colpito dalla vendetta dei Morolto. L'agente Tarrance mette sul piatto della bilancia anche la possibilità di far uscire di prigione Ray, altrimenti troppo facile bersaglio di rappresaglie mafiose.
Mitch torna a Memphis, e immaginando di non avere scelta, inizia le sue mosse. Racconta allo studio di essere stato avvicinato dall'FBI, interessato allo studio, agli avvocati morti e a dei fascicoli segreti. Ma non dice di sapere dei Morolto.
Fa quindi la parte dell'ingenuo e fa credere agli altri che le indagini dell'FBI non siano troppo avanzate, così che l'attenzione dello studio non sia su di lui, ma sui federali. A casa mette al corrente Abby di tutto e della sua intenzione di trafugare tutti gli incartamenti richiesti dall'FBI. Tammy, la segretaria di Lomax, lo aiuta mettendo in piedi un piccolo ufficio di facciata, dove installano una fotocopiatrice per eseguire le innumerevoli copie necessarie.
Bill DeVasher, capo della sicurezza dello studio, insieme a un suo tirapiedi (che Mitch intuisce subito essere una delle altre due persone mai ritrovate nell'incidente delle isole Cayman e che hanno ucciso Lomax) lo mette con le spalle al muro; anche se i decani dello studio sembrano essere fiduciosi in Mitch, DeVasher non lo è e per questo lo invita a evitare contatti con l'FBI; ad ulteriore sua garanzia, lo ricatta: infatti, mentre era alle Cayman, Mitch era stato sedotto da una prostituta locale; la donna, però, era stata ingaggiata dallo studio e l'incontro era stato fotografato al solo scopo di avere materiale ricattatorio su Mitch.
Mitch confessa la sua "avventura di una notte" alle Cayman ad Abby, che si prepara a lasciarlo. Nel frattempo continua il suo lavoro tra fotocopie di documenti riservati e consulenze ai clienti. A un certo punto un cliente si lamenta di fatture addebitategli con diverse ore di costi aggiuntivi ingiustificati e Mitch mette a fuoco che spedire in busta affrancata una parcella gonfiata è un reato federale.
A questo punto attua un piano che, con colpo di scena finale, gli consentirà di ottenere l'incriminazione dello studio da parte dell'FBI, ma anche di preservare il segreto professionale, potendo quindi alla fine ripartire da zero altrove come avvocato, insieme alla moglie con la quale ha ricostruito il rapporto.

## Riconoscimenti
- 1994 - Premio Oscar
  - Candidatura Miglior attrice non protagonista a Holly Hunter
  - Candidatura Miglior colonna sonora a Dave Grusin
- 1994 - Premio BAFTA
  - Candidatura Miglior attrice non protagonista a Holly Hunter
- 1994 - MTV Movie Award
  - Candidatura Miglior performance maschile a Tom Cruise
  - Candidatura Attore più attraente a Tom Cruise
- 1994 - Grammy Award
  - Candidatura Miglior colonna sonora a Dave Grusin
- 1994 - People's Choice Awards
  - Miglior film drammatico
- 1994 - BMI Film & TV Award
  - Miglior colonna sonora a Dave Grusin